# چشر

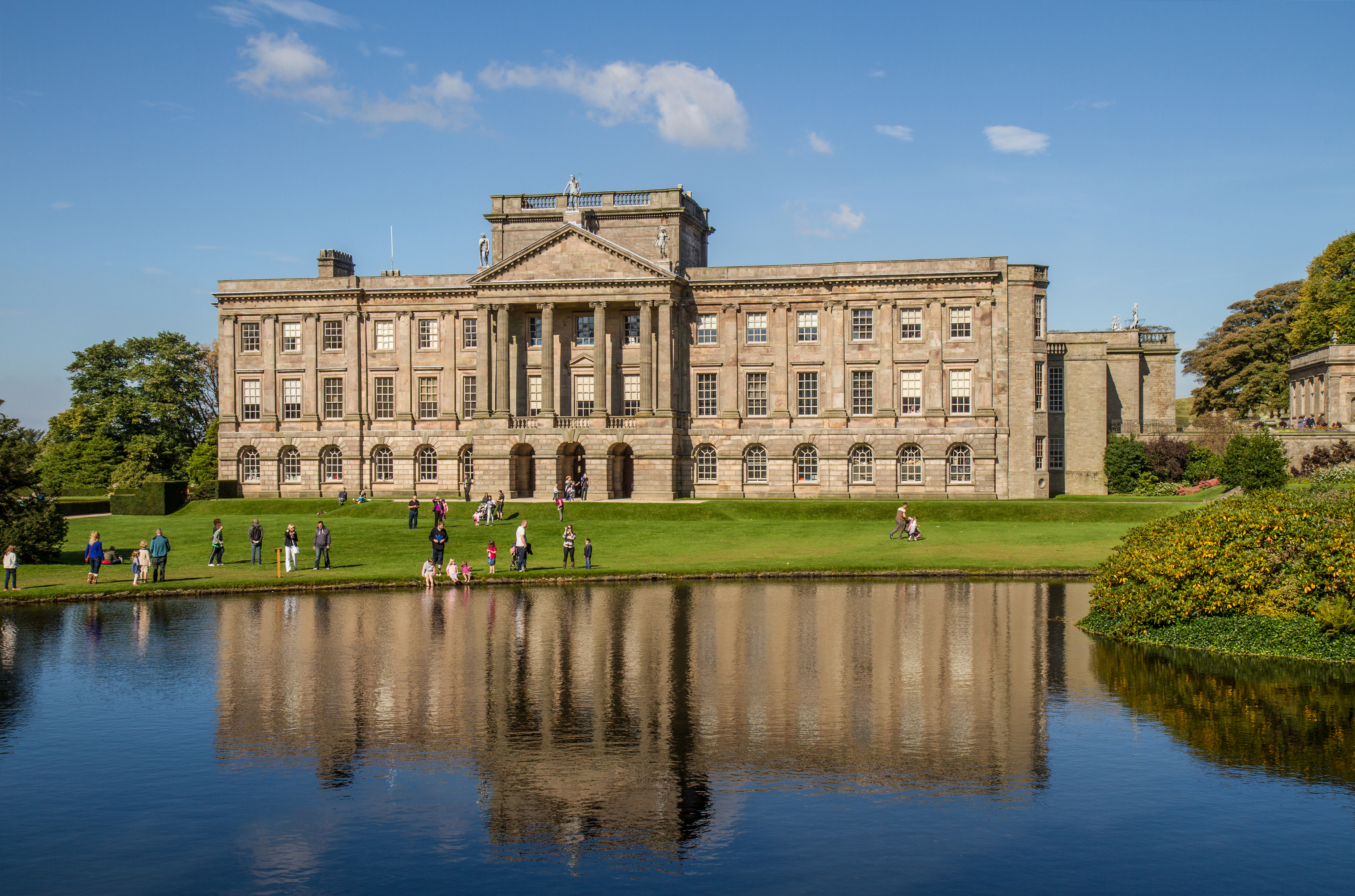
پارک لایم یک عمارت بزرگ در جنوب دیزلی، چشر انگلستان است که توسط نشنال تراست اداره می‌شود و از یک خانه عمارت احاطه شده توسط باغ‌های رسمی و یک پارک آهو در پارک ملی منطقه پیک تشکیل شده‌است. این خانه بزرگ‌ترین خانه در چشایر است و در فهرست میراث ملی انگلستان در گروه ساختمان‌های ثبت شده درجه یک قرار دارد.

چشر (به انگلیسی: Cheshire) یکی از شهرستان‌های کشور انگلستان است که در ناحیه شمال غربی انگلستان قرار دارد.
این شهرستان در سال ۲۰۱۱ میلادی ۱٬۰۲۸٬۶۰۰ نفر جمعیت داشته و مرکز آن شهر چستر است.

## بخش‌ها
- چشر غربی و چستر
- چشر شرقی
- وارینگتون
- هالتون

## تغییرات جمعیت
| تغییرات جمعیت در چشر | تغییرات جمعیت در چشر | تغییرات جمعیت در چشر | تغییرات جمعیت در چشر | تغییرات جمعیت در چشر | تغییرات جمعیت در چشر | تغییرات جمعیت در چشر | تغییرات جمعیت در چشر |
| سال                  | جمعیت                |                      | سال                  | جمعیت                |                      | سال                  | جمعیت                |
| -------------------- | -------------------- | -------------------- | -------------------- | -------------------- | -------------------- | -------------------- | -------------------- |
| ۱۸۰۱                 | ۱۲۴٬۵۷۰              |                      | ۱۸۷۱                 | ۲۷۷٬۱۲۳              |                      | ۱۹۴۱                 | ۴۳۱٬۳۳۵              |
| ۱۸۱۱                 | ۱۴۱٬۶۷۲              | ۱۸۸۱                 | ۳۰۳٬۳۱۵              | ۱۹۵۱                 | ۴۷۱٬۴۳۸              |                      |                      |
| ۱۸۲۱                 | ۱۶۷٬۷۳۰              | ۱۸۹۱                 | ۳۲۴٬۴۹۴              | ۱۹۶۱                 | ۵۳۳٬۶۴۲              |                      |                      |
| ۱۸۳۱                 | ۱۹۱۹۶۵               | ۱۹۰۱                 | ۳۴۳٬۵۵۷              | ۱۹۷۱                 | ۶۰۵٬۹۱۸              |                      |                      |
| ۱۸۴۱                 | ۲۰۶٬۰۶۳              | ۱۹۱۱                 | ۳۶۴٬۱۷۹              | ۱۹۸۱                 | ۶۳۲٬۶۳۰              |                      |                      |
| ۱۸۵۱                 | ۲۲۴٬۷۳۹              | ۱۹۲۱                 | ۳۷۹٬۱۵۷              | ۱۹۹۱                 | ۶۵۶٬۰۵۰              |                      |                      |
| ۱۸۶۱                 | ۲۵۰٬۹۳۱              | ۱۹۳۱                 | ۳۹۵٬۷۱۷              | ۲۰۰۱                 | ۶۳۷٬۷۷۷              |                      |                      |
| منبع:                |                      |                      |                      |                      |                      |                      |                      |